# Силует (група)
Силует е рок група от България, създадена през 1999 г. в град Бургас.
Групата е в състав:
Марияна Добрева (вокал, китара и клавишни)
Мария Дюлгерова (бас китара и вокал)
Мартин Профиров (барабани и звук) 
Богдан Димитров (китара) 
Михаела Михайлова (цигулка, перкусии, клавишни)

## 2009 – 2011
През 2009 работят в студиото си, където аранжират и записват дебютния албум на норвежкия китарист Kris Ivy, след което започват работа по предстоящия втори албум.
Кулминацията на концертните им изяви е участието им на Main Stage на фестивала Spirit of Burgas '09 подгрявайки за Fun Lovin’ Criminals и DePhazz и концерта им в Каварна където са предгрупа на Joe Lynn Turner's Rainbow. В края на годината те представят видео сингъла „Както крещиш“. Клипът е продукция на режисьора Господин Господинов – Гепи и оператора Любомир Брестнички. По-късно записват и английски вариант на песента със заглавие Say (по текст на Phil Jackson). В началото на 2010 групата за първи път представя SILUET Unplugged в Бургас, след чийто успех акустичния концерт присъства редовно в афиша им. В края на април СИЛУЕТ печелят наградата на слушателите в конкурса на БНР „Златна пролет“ с песента „В очакване на вятъра“, която ще бъде втория сингъл от предстоящия албум.
Сред участията си на летните фестивали в България през 2010 („Цвете за Гошо“, July Morning – в Шкорпиловци и Каварна, Mindya Rock Fest и др.), групата направи и кратко турне в Македония. Представиха и следващия си сингъл Look Inside Yourself отново плод на съвместната им работа с Mr. Jackson.
Подобна е ситуацията и през 2011 – пътуване и концерти в цялата страна, дори стигат до Истамбулския live клуб MOJO, работа в студиото, летни фестивали ('Цвете за Гошо', 'Spirit of Burgas', 'Mindya Rock Fest'...)
В края на Ноември представят най-новия си видеоклип към песента 'Share Your Love', режисьор на който е Любомир Брестнички, а текста е отново на Phil Jackson.

## 2008
В началото на 2008 работят в студио върху новите си песни – Isolation, Think About These Things, Air of Freedom и The Message.
До края на април 2008 наред с редовните клубни участия групата успява да приспособи едно училищно мазе в студио, което наричат Rock School Studio. СИЛУЕТ работят съвместно с известния английски текстописец Phil Jackson в две песни от албума – Isolation и Think About These Things.
Там завършват започнатите записи, след което подбират песните за своя първи албум „Пътят“. През лятото го представят на някои от най-значимите музикални фестивали в България (July Morning '08 където подгряват за Uriah Heep, БеркРок '08 и др.) и продължава в Норвегия на фестивала VinjeRock '08 и клубните сцени на Осло до средата на октомври.

## 2004 – 2007
За първи път излиза в Норвегия в началото на 2005 и бързо се ориентира в местния музикален живот, не без помощта на техния мениджър Свейн Лунд.
Там се раждат и първите авторски песни I realise, Amsterdam, и Again, които записва през лятото същата година. Стилът им постепенно се оформя като интересна смесица от класически и мелодичен рок, примесени с фолклорни елементи.
Следващата 2006 година е динамична за групата в много отношения. Връщат се в България и се установяват в София, правят кратко турне отново в Норвегия, което включва едни най-престижните клубни сцени в Осло и свирят на различни фестивали там. Обратно в България записват първия си сингъл „Бягам“, по-късно издаден и в английска версия I'm Running по текст на Владимир Михаилов.
През лятото на същата година се разделят с дотогавашната си цигуларка Мартина Балджиева и през септември Михаела Ненова се присъединява към бандата. Веднага след това участват в конкурс за авторски песни в Несебър и печелят Наградата на Националното радио след което записват версия на „Бягам“ с Биг бенда на БНР.
Следва активна клубна дейност в България, фестивали и записи.

## 1999 – 2004
Периода между 1999 и 2004 групата е в България, където постепенно започва да оформя свой облик, свирейки кавър версии на любимите си групи.